# إدارة رياضية
الإدارة الرياضية هي عملية التخطيط والتنظيم والتوجيه والتنفيذ والمراقبة للأنشطة والمؤسسات الرياضية، وتهدف الإدارة الرياضية إلى تحقيق الأهداف الرياضية والنجاح المستدام للفريق أو المؤسسة الرياضية بشكل عام، وتشمل مهام الإدارة الرياضية تعيين وتوظيف وتدريب اللاعبين والمدربين، وإدارة الميزانية والموارد المالية، وتنظيم المسابقات والفعاليات الرياضية، وتطوير استراتيجيات التسويق والعلاقات العامة، وإدارة العلاقات مع الجمهور ووسائل الإعلام، وحفظ الشؤون القانونية والإدارية المتعلقة بالفريق الرياضي.

## التعليم
التخصص الجامعي في الإدارة الرياضية هو تخصص يتوفر في كليات التربية البدنية وعلوم الرياضة، ويمنح درجة البكالوريوس والماجستير والدكتوراة، ويهتم التخصص بدراسة وتنظيم الأنشطة الإدارية المرتبطة بالمجال الرياضي، ويعتبر هذا التخصص أحد التخصصات المتخصصة في مجال الإدارة ولكنه يتميز بتطبيقاته الخاصة في مجال الرياضة، ويهدف التخصص إلى تزويد الطلاب بالمعرفة والمهارات اللازمة للعمل في مناصب إدارية داخل المؤسسات والمنظمات الرياضية، سواء كانت محلية أو دولية. يشمل المناهج الدراسية في هذا التخصص موضوعات متنوعة مثل إدارة الفرق والأندية الرياضية، التسويق الرياضي، إدارة المناسبات الرياضية، الإعلام الرياضي إدارة المؤسسات الرياضية، التسويق الرقمي في المجال الرياضي، سياسات وأخلاقيات الرياضة، تطوير المنتجات الرياضية، إدارة المواهب والعديد من الموضوعات الأخرى ذات الصلة، ويتلقى الطلاب تدريبًا على المهارات الإدارية والقيادية والتنظيمية والتفاوضية، بالإضافة إلى فهم عملي للتحديات والفرص الرياضية الحديثة.

## الوظائف في الإدارة الرياضية
تختلف وظائف متخصصي الإدارة الرياضية تبعًا للعديد من العوامل مثل المستوى التعليمي والخبرة والاهتمامات الشخصية. ومع ذلك، فإن بعض الوظائف المشتركة لمتخصصي الإدارة الرياضية تشمل ما يلي:
- أخصائي تطوير رياضي
- منسق تطوير الأعمال
- مدير العقود
- مسؤول التسويق الرياضي
- مدير المنشآت الرياضية
- مستشار تخطيط الأحداث الرياضية
- إعلامي رياضي
- مدير مفاوضات العقود
- مدير العلاقات الدولية في المنظمات الرياضية
- محلل مالي
- حكم رياضي
- مستشار تسويق
- مدير العلاقات العامة
- منسق مبيعات
- وكيل رياضي
- محامي رياضي
- مدرب رياضي[11][12]